# Muška (film)
Muška (ve francouzském originále Mouchette) je francouzský film z roku 1967, který natočil režisér Robert Bresson podle scénáře, který napsal na motivy stejnojmenného románu od Georgese Bernanose. Sleduje na venkově žijící dívku Mouchette, kterou šikanuje její otec alkoholik, zatímco její matka pomalu umírá. Roli dívky ztvárnila neherečka Nadine Nortier a i další role byly svěřeny neprofesionálním hercům (matku například hrála spisovatelka Marie Cardinal).